# Bockwindmühle Mellnsdorf

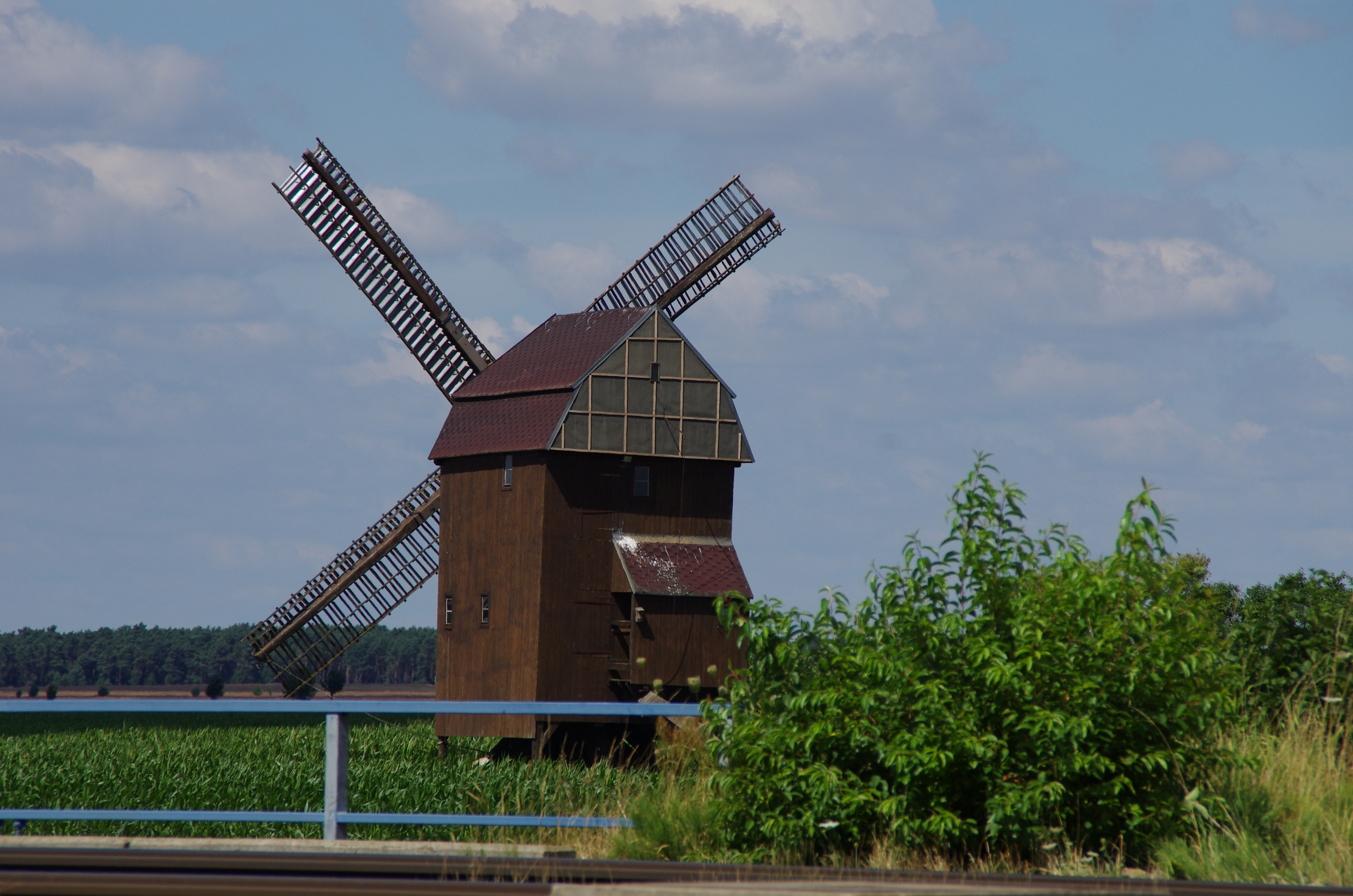
Bockwindmühle Mellnsdorf (Zustand 2013)

Die Bockwindmühle Mellnsdorf ist eine historische Bockwindmühle und ein Baudenkmal im Ortsteil Mellnsdorf der Gemeinde Niedergörsdorf im Landkreis Teltow-Fläming (Brandenburg). Sie wurde um 1810 errichtet, 1846 etwa 300 Meter nach Westen versetzt und 1960 stillgelegt.

## Lage
Die Bockwindmühle liegt nur etwa 100 Meter nordwestlich des nördlichen Ortsausgangs von Mellnsdorf (Straßenname Mellnsdorfer Straße 6). Zwischen Dorfende und Bockwindmühle verläuft allerdings die Bahnlinie Jüterbog-Wittenberg, so dass man die Straße und die Bahnunterführung bei Blönsdorf nehmen muss, um vom Dorf zur Bockwindmühle und zum ehemaligen Mühlengehöft zu gelangen.

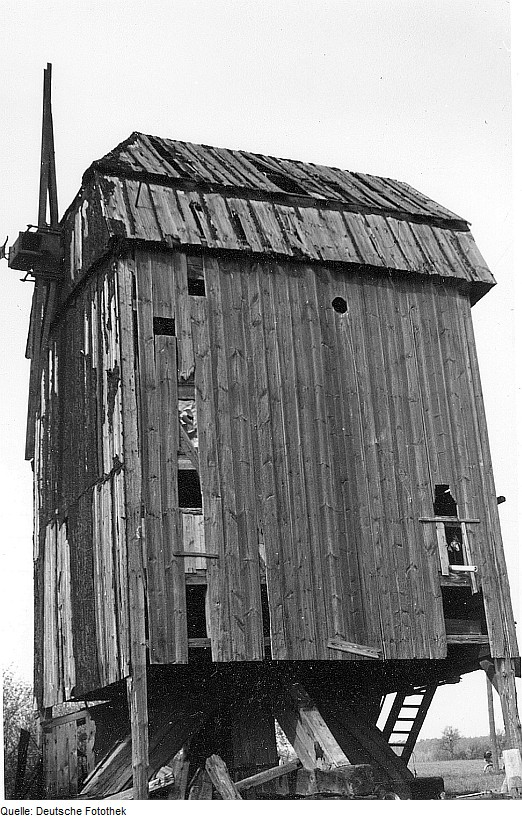
Bockwindmühle Mellnsdorf vor der Restaurierung (Zustand 1977)

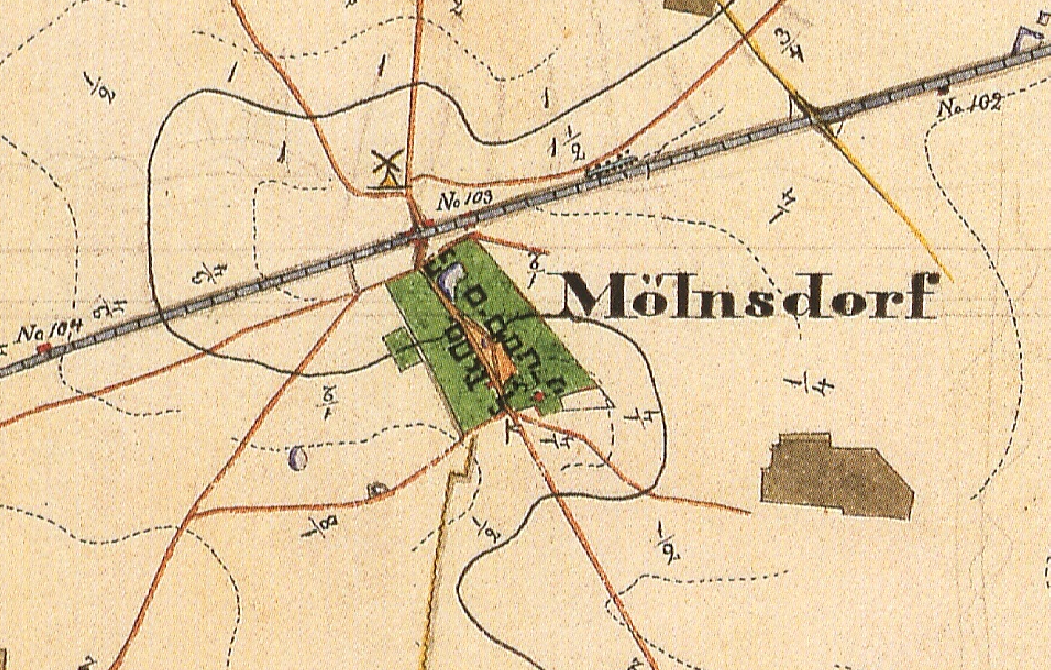
Die Bockwindmühle Mellnsdorf an ihrem ursprünglichen Standort (vor 1846)

## Geschichte
Die Bockwindmühle soll um 1810 nur etwa 100 Meter nordwestlich vom nördlichen Dorfausgang von Mellnsdorf erbaut worden sein. Es war aber entweder nicht die erste Windmühle in Mellnsdorf, da Leonardi bereits 1802 eine Windmühle in Mellnsdorf erwähnt, oder das in der Literatur angegebene Entstehungsdatum ist falsch. Falls es sich nicht um die hier beschriebene Windmühle handelt, ist unklar wo diese ältere Windmühle stand, ob am ursprünglichen Standort der hier beschriebenen Windmühle oder an einem anderen Standort. 1818 wurde die Mühle von einem Mühlenbesitzer namens Puls/Pulz betrieben, dem in diesem Jahr das Zinskorn (Zins in Form einer Naturalabgabe) nachgelassen wurde. Zwischen 1840 und 1841 wurde die Bahnstrecke Berlin–Halle gebaut, die zwischen dem Ortsausgang und der Bockwindmühle geführt wurde. Vermutlich aufgrund der nun etwas geänderten Windverhältnisse und der zu dichten Lage an der Bahnstrecke wurde die Bockwindmühle 1846 um etwa 300 Meter weiter nach Westen versetzt. Das Urmesstischblatt Nr. 4043 Blönsdorf von 1851 zeigt die Mühle aber noch an ihrem ursprünglichen Standort. 

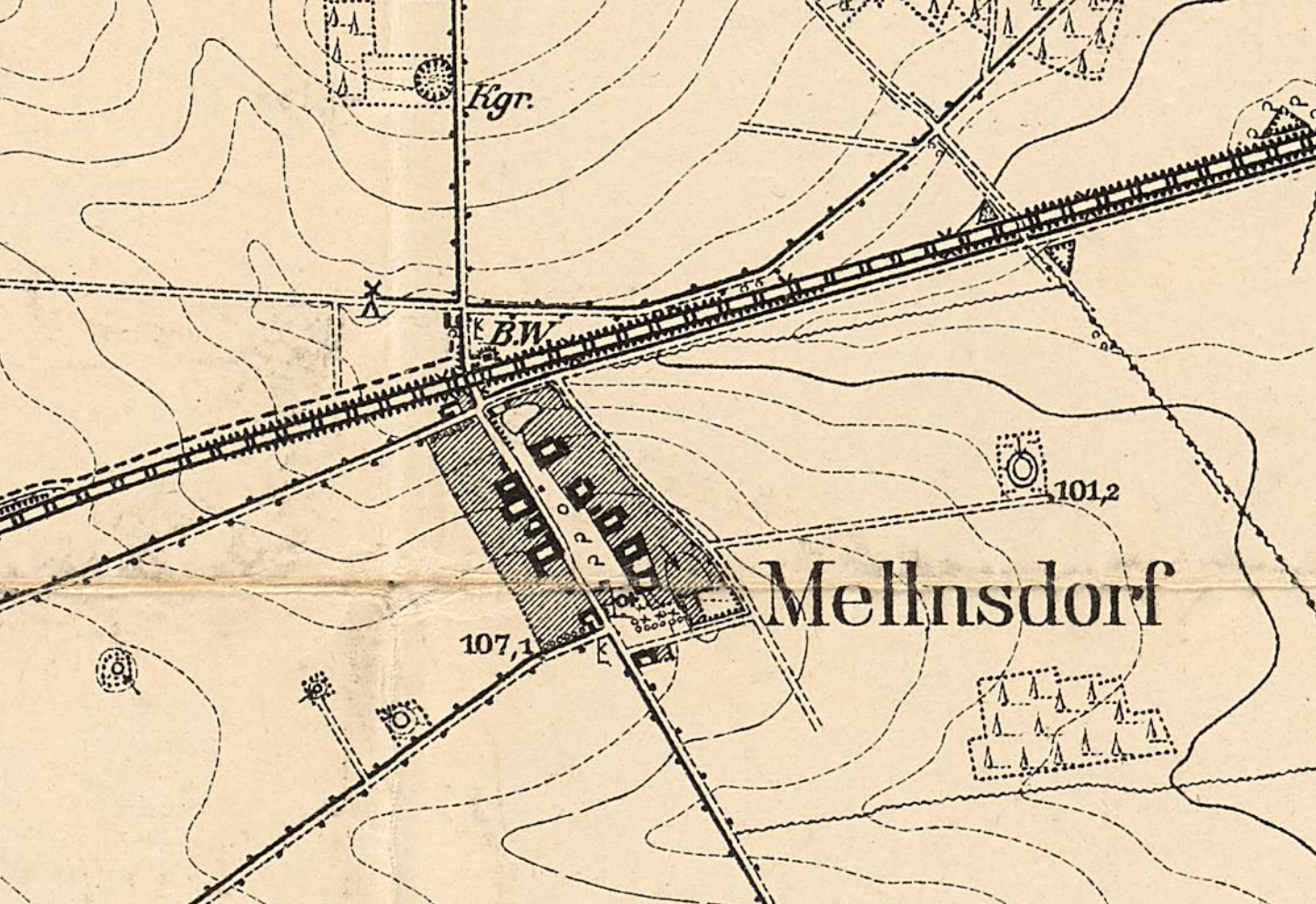
Die Bockwindmühle Mellnsdorf an ihrem jetzigen Standort (Stand 1912)

1910 kippte die Mühle bei einem schweren Sturm um. Sie musste danach unter Verwendung von Teilen der alten Mühle quasi neu gebaut werden. Bis um 1950 wurde sie nur mit Windkraft betrieben, später wurde ein Dieselmotor zur Unterstützung eingebaut. Danach wurde sie nur noch von zwei Ruten (Flügeln) angetrieben. 1960 wurde der Betrieb eingestellt. Anschließend zerfiel die Mühle zunehmend.
Zwischen 1992 und 1998 wurde die Bockwindmühle restauriert. 1996 erfolgte der Neubau eines Jalousieflügelkreuzes, und die Mühle erhielt neue Ruten. Im August 2022 waren diese allerdings abgenommen.

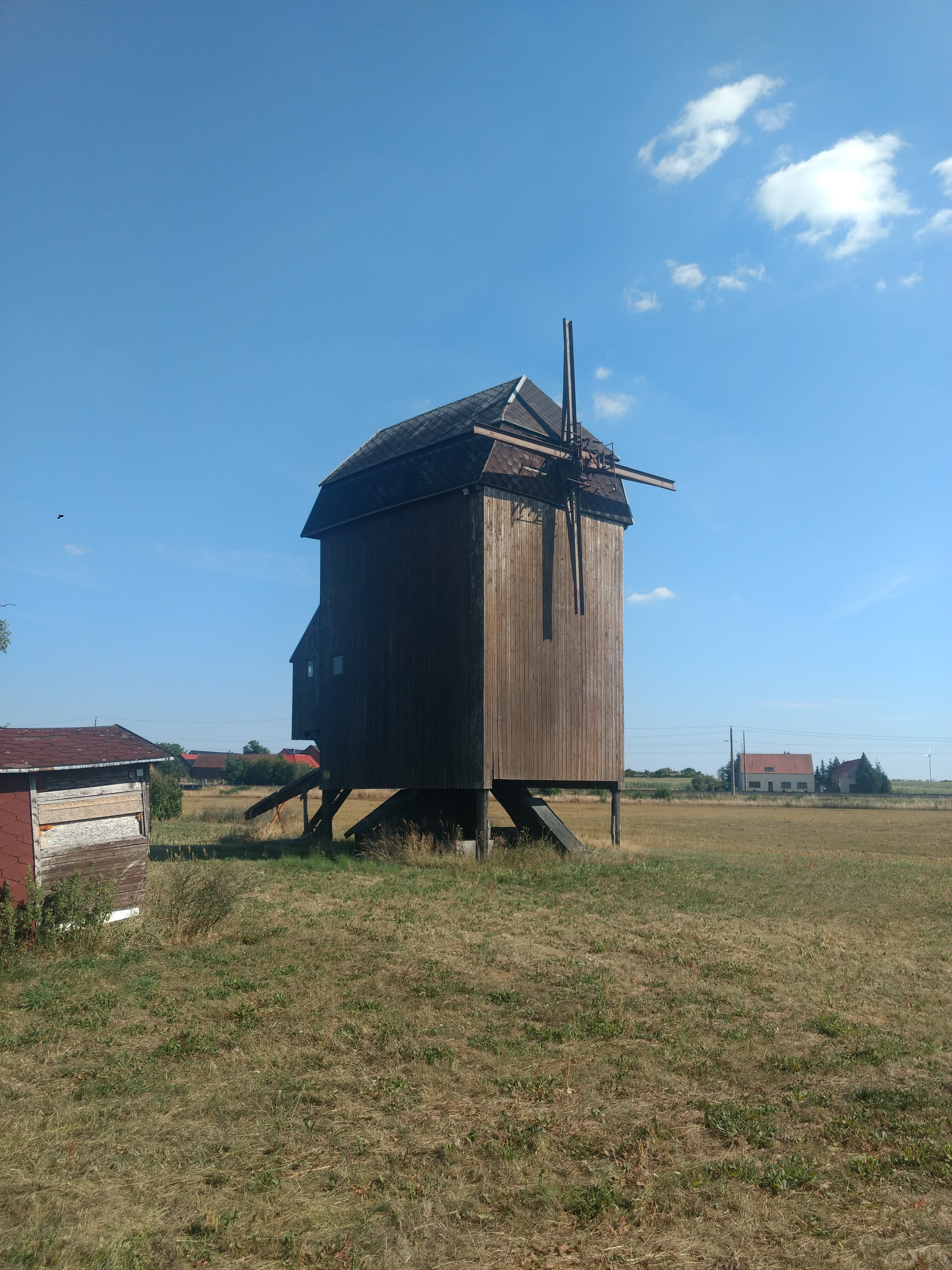
Bockwindmühle Mellnsdorf (Zustand August 2022)

Der Mühlkasten ist allseits verbrettert; das mit Schindeln gedeckte Dach ist ein vorne und hinten kurz abgewalmtes Mansarddach. Die Mühlentechnik ist noch funktionsfähig und wird auch an Mühlentagen vorgeführt. Die Bockwindmühle Mellnsdorf ist ein eingetragenes Baudenkmal.

## Liste der Müller (Übersicht)
- 1818 Johann Pulz/Puls, Mühlenbesitzer[3]
- 1877 Johann Gottlieb Pulz/Puls (* 1836, † 1894, 58 Jahre alt), verheiratet mit Johanna Louise Wilhelmine NN. Die Tochter Johanne Wilhelmine Pulz heiratete Friedrich Hermann Wohlauf[6]
- 1882 Puls[7]
- 1929 Hermann Wohlauf[8]
- 1935 Hermann Wohlauf[9]